# Eulepidotis thecloides
Eulepidotis thecloides är en fjärilsart som beskrevs av Druce. Eulepidotis thecloides ingår i släktet Eulepidotis och familjen nattflyn. Inga underarter finns listade i Catalogue of Life.